# Budynek przy ulicy Bydgoskiej 34/36 w Toruniu
Budynek przy ulicy Bydgoskiej 34/36 w Toruniu – willa ryglowa znajdująca się na Bydgoskim Przedmieściu w Toruniu. Powstał on w latach 1895–1896. W 1920 roku stał się siedzibą Konsulatu Republiki Francji. 11 listopada 1922 roku umieszczono w nim Konsulat Generalny Niemiec. Był on czynny do 3 września 1939 roku. 1 sierpnia 1983 roku budynek wpisano do rejestru zabytków (A/242).